# Madeleine Meilleur
Pour les articles homonymes, voir Meilleur.
Madeleine Meilleur, née le 22 novembre 1948 à Kiamika (Québec), est une femme politique canadienne.
Elle est députée à l'Assemblée législative de l'Ontario, où elle siège pour le Parti libéral de l'Ontario du 2 octobre 2003 au 9 juin 2016. Elle est également procureure générale de la province et ministre déléguée à l'Office des affaires francophones dans le cabinet de Kathleen Wynne de 2014 à 2016.

## Biographie
Meilleur est élue au conseil municipal de Vanier, en 1991. À ce titre, elle est membre du conseil régional d'Ottawa-Carleton, se composant de membres du conseil municipal de Vanier et d'autres municipalités locales. En 2001, elle devient conseillère municipale dans la nouvelle ville fusionnée d'Ottawa. Pendant son mandat à la municipalité, elle représente le conseil municipal au comité des services de langue française. Elle reçoit le prix des bâtisseurs communautaires de Centraide en 2001 et le prix d'Excellence du Réseau socioactif des femmes francophones en 2002. En 2001, elle est nommée vice-maire de la ville d'Ottawa.
En 2003, Meilleur est nommée candidate libérale dans la circonscription d'Ottawa-Vanier, après que le chef du parti Dalton McGuinty rejette la candidature de David Merner. Le secteur d'Ottawa-Vanier comprend une large population francophone et est un siège assez sûr pour le Parti libéral de l'Ontario. Pendant un certain temps, il est incertain si Meilleur va devoir affronter la députée sortante Claudette Boyer, ancienne libérale exclue du parti après avoir été accusée d'entrave à la justice. Boyer décide de se retirer, et Meilleur remporte le scrutin sans difficulté. Elle quitte le conseil municipal d'Ottawa.
En 2016, elle démissionne de ses fonctions de députée, de procureure générale et de ministre déléguée aux Affaires francophones. En janvier 2017, le Collège universitaire dominicain lui remet un doctorat honorifique en philosophie pour honorer ses 25 ans d'engagement politique et son appui au développement et au rayonnement de l'institution dominicaine d'Ottawa.
En mai suivant, le Premier ministre Justin Trudeau la propose à la tête du Commissariat aux langues officielles. Avant la confirmation de sa nomination par la Chambre des communes du Canada et le Sénat, elle retire sa candidature du fait d'une polémique venue des bancs de l'opposition quant à son impartialité pour occuper la fonction, sa nomination étant jugée partisane. Raymond Théberge sera finalement nommé à ce poste en décembre 2017.